# Compsomyces verticillatus
Compsomyces verticillatus är en svampart som först beskrevs av Roland Thaxter, och fick sitt nu gällande namn av Roland Thaxter 1894. Compsomyces verticillatus ingår i släktet Compsomyces och familjen Laboulbeniaceae.  Arten är reproducerande i Sverige. Inga underarter finns listade i Catalogue of Life.